# استان ساردینیا جنوبی
استان ساردینیا جنوبی (به ایتالیایی: Provincia del Sud Sardegna) یک استان در ایتالیا است که در ساردینیا واقع شده‌است.

## خصوصیات
استان ساردینیا جنوبی ۶٬۳۳۹ کیلومترمربع مساحت و ۳۵۸٬۲۲۹ نفر جمعیت دارد.